# Insula (film din 1960)
Insula (în japoneză 裸の島, transliterat: Hadaka no Shima) este un film alb-negru japonez din 1960, regizat de Kaneto Shindō, care prezintă viața grea a unei familii de țărani japonezi. Filmul este cunoscut prin faptul că, deși conține sunete naturale, nu are niciun dialog rostit.
Acțiunea filmului are loc pe o insulă stâncoasă din Marea Interioară Seto (care separă insulele Honshū, Shikoku și Kyūshū), în largul orașului port Mihara din prefectura Hiroshima, unde o familie de țărani japonezi cultivă un sol arid cu cereale și legume, trudind zilnic de dimineață până seara pentru a obține o recoltă săracă cu care să ducă o existență mizeră. Membrii familiei sunt nevoiți să navigheze cu barca, de mai multe ori pe zi, către o insulă vecină, de unde aduc apa potabilă necesară pentru consumul casnic și pentru udarea culturilor. Această activitate repetitivă și monotonă este întreruptă de două evenimente: o excursie la oraș pentru a vinde un pește prins de băieți și moartea neașteptată a fiului cel mare.
Insula a fost descris de critici ca un „poem cinematografic” și a câștigat, împreună cu filmul Cer senin al lui Grigori Ciuhrai, Marele Premiu al Festivalului Internațional de Film de la Moscova din 1961. A fost nominalizat, în plus, la premiul BAFTA pentru cel mai bun film din orice sursă al anului 1962.

## Rezumat
O mică familie, formată dintr-un soț, o soție și doi fii, face eforturi pentru a supraviețui pe o insuliță din Marea Interioară Seto pe parcursul unui an. Ei sunt singurii locuitori ai insulei și duc acolo o viață aspră, câștigându-și existența de pe urma agriculturii. Terasele aride ale insulei sunt cultivate cu cereale și legume (cartofi dulci), iar, din cauza lipsei apei potabile, mama și tatăl sunt nevoiți să navigheze cu barca de mai multe ori pe zi către o insulă vecină și să aducă apă pentru udarea plantelor și pentru consumul casnic. Munca este istovitoare: drumurile repetate cu barca pentru a aduce apă, transportarea găleților de apă pe pantele pietroase ale insulei și udarea atentă a fiecărei plante. În plus, mama mai trebuie să gătească mâncarea pentru soț și cei doi fii, să-l ducă zilnic pe fiul cel mare la școală și apoi să-l aducă înapoi pe insulă după-amiaza. Această rutină zilnică continuă până la recoltă.
După strângerea recoltei, soțul și soția încarcă în barcă patru saci cu cereale și îi duc unei persoane bogate (aparent, ca plată pentru închirierea acelui teren). Într-o zi băieții prind cu undița un pește mare, iar membrii familiei călătoresc cu feribotul la Onomichi, unde, după mai multe încercări, reușesc să vândă peștele și folosesc banii obținuți pentru a cumpăra câteva haine pentru copii și a mânca la un restaurant modern.
Timpul trece, iar într-o zi de vară, în timp ce părinții erau plecați să aducă apă, fiul mai mare, Taro, se îmbolnăvește brusc. Fratele lui aleargă de-a lungul țărmului și, când își vede părinții apropiindu-se cu barca, le face semn să se grăbească. Părinții îl văd și încep să vâslească tot mai repede, iar odată ajunși pe insulă își dau seama că băiatul este grav bolnav. Tatăl pornește disperat către insula vecină pentru a aduce un medic, dar, la întoarcerea pe insulă, constată că băiatul murise deja.
După înmormântarea băiatului, la care participă învățătoarea și colegii de clasă de la școala de pe insula vecină, familia își reia viața grea, neavând mult timp la dispoziție pentru a-și manifesta durerea. Femeia are o scurtă încercare de revoltă, răsturnând intenționat găleata cu apă, smulgând câteva plante și trântindu-se plângând la pământ, timp în care bărbatul o privește cu milă. În cele din urmă, ea se ridică de jos și începe să ude plantele.

## Distribuție
- Taiji Tonoyama — Senta, tatăl[1]
- Nobuko Otowa — Toyo, mama[1]
- Shinji Tanaka — Taro, fiul cel mare[1]
- Masanori Horimoto — Jiro, fiul cel mic[1]

## Producție

### Proiectele lui Kaneto Shindō

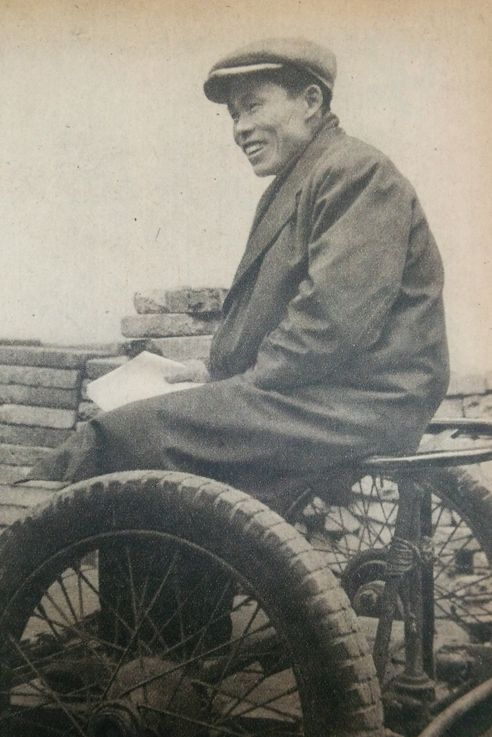
Cineastul Kaneto Shindō în 1948

Angajat în industria cinematografică încă din 1933, cineastul japonez Kaneto Shindō (1912–2012) a prestat o multitudine de activități în cadrul echipelor tehnice de filmare și a devenit ulterior scenarist și apoi, din 1951, regizor. Primul său film, Aisai Monogatari („Povestea unei soții iubite”, 1951), era o poveste autobiografică cu aspect realist și a avut un succes atât comercial, cât și critic pentru prezentarea cu autenticitate a societății japoneze contemporane. Femeia, care avea un rol secundar în majoritatea filmelor japoneze ale acelor vremuri, dobândea aici un rol principal neobișnuit într-o societate japoneză dominată de bărbați. Un an mai târziu, la solicitarea sindicatului profesorilor japonezi, a realizat filmul Genbaku no ko („Copiii din Hiroshima”, 1952), bine primit de critici pentru viziunea sa umanistă. Sindicatul nu a fost mulțumit de filmul lui Shindō și a cerut realizarea unei versiuni mai dure (filmul Hiroshima (1953) al lui Hideo Sekigawa), care arăta explicit urmările bombardamentelor atomice din 1945 și cinismul turiștilor americani postbelici care cumpărau craniile victimelor pe post de suveniruri. Shindō a avut succes cu următorul său film, Shukuzu („Reproducere”, 1953), care prezintă viața gheișelor. Criticii japonezi au evidențiat prezența unui exces de sentimentalism în majoritatea filmelor lui Kaneto Shindō.
La sfârșitul anilor 1950 cineastul Kaneto Shindō a decis să realizeze un film simplu, fără niciun dialog, care să prezinte viața grea a țăranilor japonezi, după cum mărturisea în 1961 într-un interviu acordat revistei cinematografice italiene Bianco e Nero:
| “ | Am vrut să redau lupta țăranilor cu pământul. O luptă tăcută. Mama mea a murit fără să se vaite niciodată de greutatea muncii. Când mă gândesc la tinerețea mea mă surprinde tăcerea care mă înconjura. O dramă fără cuvinte, fără dialog, e cea mai nimerită pentru a exprima o lume pe care nici un cuvânt nu o poate descrie pe deplin. Am lăsat orice menire expresivă pe seama imaginilor. Nu știu ce tip de gramatică e necesar pentru a face un poem cinematografic. În orice caz acesta este un experiment. | ” |

Cineastul provenea dintr-o familie înstărită de latifundiari, care își pierduse pământul cu care fuseseră garantate câteva împumuturi. Părinții lui au fost nevoiți astfel să devină fermieri. Mama lui a lucrat o perioadă în agricultură, iar micul Kaneto își amintește că a văzut-o trudind pe câmpurile cu orez.

### Pregătirea și realizarea filmărilor

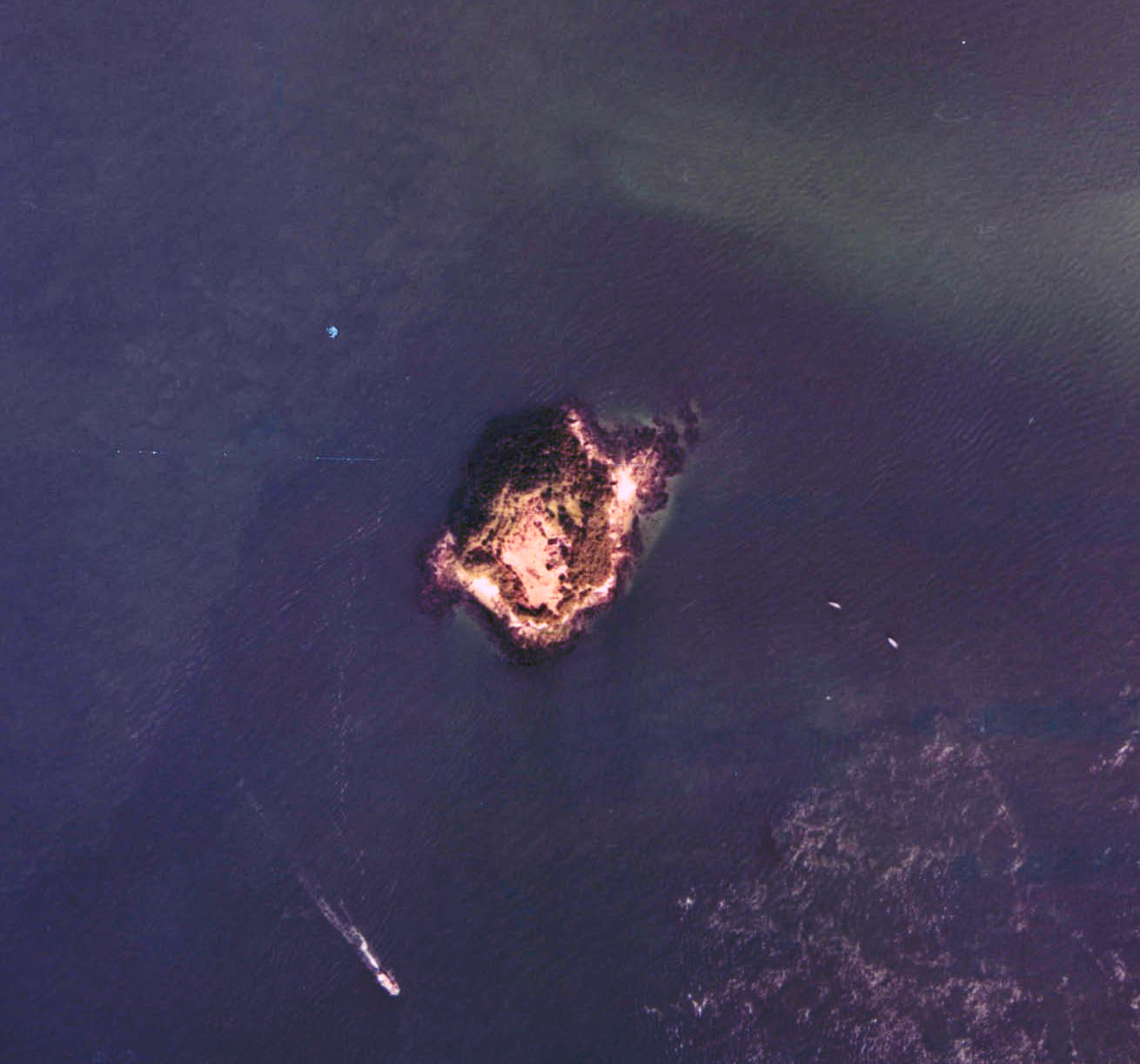
Insula Sukune văzută de sus

Compania de producție independentă Kindai Eiga Kyokai (fondată în 1950 de regizorii Kōzaburō Yoshimura și Kaneto Shindō, împreună cu actorul Taiji Tonoyama) era aproape de faliment la momentul realizării acestui film, iar Shindō a scris scenariul filmului Insula și a investit în acest proiect proprii săi bani, pe care îi economisise în cei 27 de ani de când lucra în industria cinematografică.
Insula stâncoasă și stearpă pe care are loc acțiunea filmului este o insulă nelocuită numită Sukune, care se află în largul coastei unei insule mai mari numită Sagishima, care aparține din punct de vedere administrativ prefecturii Hiroshima. Ea a fost găsită de Shindō, cu doi ani înainte de filmare, în largul orașului port Mihara din Marea Interioară Seto și a fost închiriată de la pustnicul care locuia acolo în schimbul câtorva săculeți cu orez. Cineastul a efectuat mai multe călătorii pe insulă în anul 1959, transportând materialele necesare pentru construirea căsuței în care urma să locuiască familia din film.
Din cauza bugetului redus pe care îl avea la dispoziție, Kaneto Shindō a putut să angajeze doar doi actori profesioniști: Taiji Tonoyama (un prieten apropiat al său) și Nobuko Otowa (amanta cineastului, care s-a căsătorit cu el în 1978, după o relație de 20 de ani), cărora nu le-a plătit salarii, ci le-a decontat doar cheltuielile zilnice și le-a promis o parte din profitul viitor al filmului. O ofertă similară a fost făcută și membrilor echipei de filmare. Vrând cu tot dinadinsul să realizeze filmul, dar neputând accepta condițiile oferite de marile companii de producție din Japonia, Kaneto Shindō a fost nevoit să reducă echipa de filmare la o treime din numărul necesar (au fost folosiți doar 13 tehnicieni față de 35, cât ar fi fost necesar). După cum a sugerat cineastul englez Alex Cox, bugetul redus al filmului Insula a impus concentrarea atenției asupra aspectelor artistice și nu a permis concesii comercialiste.
Filmările au fost realizate de directorul de imagine Kiyomi Kuroda, sub coordonarea regizorului Kaneto Shindō. Cineastul i-a făcut în mod intenționat pe actori să poarte găleți pline cu apă, astfel încât jugurile pe care le foloseau să îi determine să-și aplece spatele, simbolizând asprimea vieții lor. În ultima sa carte publicată înainte de a muri, Shindō a menționat că premisa filmului a aducerii apei pe insulă este falsă, deoarece cultura cartofului dulce nu necesită o udare extensivă. Actorul principal Taiji Tonoyama suferea de o boală hepatică gravă din cauza dependenței de alcool, dar și-a recuperat sănătatea, deoarece nu a existat alcool în apropierea locului de filmare. Aceste evenimente au fost prezentate mai târziu în filmul biografic al lui Shindō despre Tonoyama, Sanmon Yakusha, Third-Rate Actor (2000).
Conceput simplu ca o luptă a omului cu natura, filmul Insula nu are niciun dialog rostit, ci conține doar sunete naturale (mișcarea valurilor mării, foșnetul vântului, răpăitul ploii, sunetele scoase de păsări și animale, sirenele vapoarelor) și o coloană muzicală bântuitoare compusă de Hikaru Hayashi. În mod ocazional pot fi auzite și unele sunete umane, precum râsetul unui copil sau suspinul unei femei.
Lungimea peliculei este de 2.692 de metri. Cheltuielile totale ocazionate de realizarea filmului s-au ridicat la doar 15.000 de dolari, iar succesul financiar al filmului a salvat compania Kindai Eiga Kyokai de la faliment.

## Lansare
Insula a fost lansat oficial la 23 noiembrie 1960 în Japonia și s-a clasat pe locul 6 în topul celor mai bune filme japoneze ale anului 1960, realizat de revista Kinema Junpō, fără a câștiga însă vreun premiu. Filmul a trezit un interes scăzut în Japonia în perioada apariției sale, dar cineastul l-a înscris la mai multe festivaluri internaționale de film, fiind dornic să afle opiniile specialiștilor străini.
Shindō a efectuat prima sa călătorie în străinătate în iulie 1961 pentru a participa la Festivalul Internațional de Film de la Moscova și, după câștigarea Marelui Premiu, a reușit să vândă drepturile de difuzare ale filmului în 61 de țări. Filmul a mai fost prezentat la Festivalul de Film de la Acapulco (22 noiembrie 1961), la Festivalul de Film de la Gent (30 martie 1962), la Festivalul Filmului Religios de la Valladolid (mai 1962), la Festivalul de Film de la Adelaide (22 mai 1962) și la Festivalul de Film de la Taormina (24 iulie 1962).
Grație succesului critic obținut, Insula a fost lansat în Republica Federală Germania la 27 iulie 1962, în Statele Unite ale Americii la 10 septembrie 1962, în Spania la 19 noiembrie 1962, în Franța la 29 noiembrie 1962, în Finlanda la 21 decembrie 1962, în Italia la 9 ianuarie 1963, în Republica Democrată Germană la 25 ianuarie 1963 și în Ungaria la 14 februarie 1963. Premiera filmului în România a avut loc în cursul anului 1962.

## Recepție

### Aprecieri critice
Filmul Insula a avut parte de recenzii critice pozitive și a fost comparat cu documentarul Man of Aran (1934) al lui Robert J. Flaherty despre o insulă stâncoasă aflată în largul coastei vestice a Irlandei și bătută de vânturi reci, ai cărei locuitori culeg zilnic alge marine de pe țărm pentru a fertiliza solul arid. Câțiva oameni curajoși străbat țărmul accidentat pentru a prinde câțiva pești în apa rece a mării. Documentarul lui Flaherty nu are dialog, la fel ca filmul lui Shindō. Cercetătorul pe teme cinematografice Julian Ross de la Universitatea din Leeds a comparat Insula cu filmele documentare ale lui Shinsuke Ogawa prin concentrarea critică a atenției asupra aspectelor sociale.
Persistența repetiției și atenția minuțioasă acordată detaliilor au făcut ca acest film să fie considerat de criticii de cinema drept un poem cinematografic minimalist. De altfel, însuși cineastul Kaneto Shindō a descris filmul său drept „un poem cinematografic care încearcă să surprindă viața ființelor umane care se luptă ca furnicile împotriva forțelor naturii”. Are loc o alternare periodică a perspectivelor obiective și subiective, iar ritmul narațiunii filmice fluctuează pe parcurs, compensând sărăcia acțiunii. Publicul este invitat de cineast să observe activitățile zilnice, repetitive, ale personajelor și să mediteze cu privire la viața grea a fermierilor, presărată cu puține momente de bucurie și uneori chiar cu tragedii. În opinia criticului american Leonard Maltin, Insula este „un studiu captivant în stil documentar al unei familii de țărani care trăiește pe o insulă stâncoasă din apropierea Japoniei, luptând să supraviețuiască”, un „film uimitor în plan vizual care nu conține niciun singur cuvânt de dialog”.
Tema principală a filmului o reprezintă, la fel ca în documentarul lui Flaherty, lupta omului cu natura. Criticii au evidențiat că filmul are un aspect cvasidocumentar și surprinde minuțios existența monotonă a unei familii de fermieri japonezi ruptă de confortul civilizației, urmărind repetarea la nesfârșit a acelorași sarcini zilnice. Ritmul acțiunii este domol, pe alocuri chiar monoton, dar, cu toate acestea, scriitorul Romulus Rusan a susținut că este vorba de o „lentoare plastică, de basm”. Insula oferă însă și o perspectivă psihologică asupra scopului vieții omenești: depășirea obstacolelor și continuarea existenței în ciuda eșecurilor survenite. Unii specialiști în domeniul cinematografic au evidențiat modul admirabil în care a fost pusă în valoare ilustrația muzicală a filmului Insula, iar actorul român Mircea Mușatescu, cercetător al istoriei cinematografice universale, a afirmat că în acest film „muzica suplinește cuvântul, emoționînd cu o forță la fel de «grăitoare»”.
Aprecierile criticilor la adresa filmului nu au fost însă în mod unanim elogioase. Au existat și recenzii aspre în care Insula a fost descris ca „repetitiv” și „plictisitor”.
Enciclopedia cinematografică germană Lexikon des internationalen Films descrie astfel acest film: „Complet lipsit de cuvinte și liber de orice convenție cinematografică obișnuită, extraordinarul film japonez înfățișează munca zilnică interminabilă a unui fermier și a soției sale care nu încetează să fertilizeze câmpurile uscate de pe insula lor inospitalieră cu apă adusă cu barca. O frumoasă parabolă a lipsei de preț a apei.”. Filmul are în prezent un rating de aprobare de 100% pe site-ul agregatorului de recenzii Rotten Tomatoes, pe baza a 7 recenzii (toate pozitive), cu o medie ponderată de 8,00/10. Nu există încă un consens critic cu privire la film.

### Premii și nominalizări
Insula a câștigat în 1961 Premiul de Aur la ediția a II-a a Festivalului Internațional de Film de la Moscova, care i-a avut ca membri ai juriului, printre alții, pe Luchino Visconti (al cărui film La Terra Trema a fost o sursă de inspirație), Cinghiz Aitmatov, Serghei Gherasimov, Zoltán Várkonyi, Joshua Logan și Liviu Ciulei. Acest premiu a fost împărțit cu filmul sovietic Cer senin al lui Grigori Ciuhrai. Insula s-a clasat pe locul 6 în topul celor mai bune filme japoneze ale anului 1960, realizat de revista Kinema Junpō, fără a câștiga însă vreun premiu.
În 1962 filmul a câștigat premiul National Board of Review pentru cel mai bun film străin și în 1963 a fost nominalizat la premiul BAFTA pentru cel mai bun film din orice sursă al anului 1962, la cea de-a 16-a festivitate a premiilor Academiei Britanice de Film (BAFTA).
| Premiu                                          | Data ceremoniei | Categorie                        | Laureat/laureați | Rezultat     | Note         |
| ----------------------------------------------- | --------------- | -------------------------------- | ---------------- | ------------ | ------------ |
| Festivalul Internațional de Film de la Moscova  | 9–23 iulie 1961 | Premiul de Aur                   | Kaneto Shindō    | Câștigat     | [ 10 ] [ 5 ] |
| Festivalul Internațional de Film de la Taormina | 1962            | Caribda de Aur                   | Kaneto Shindō    | Câștigat     | [ 35 ]       |
| Premiile National Board of Review               | 1962            | cel mai bun film străin          | Kaneto Shindō    | Câștigat     | [ 34 ]       |
| Premiile BAFTA                                  | 1963            | cel mai bun film din orice sursă | Kaneto Shindō    | Nominalizare | [ 12 ]       |

### Influențarea altor cineaști
Regizorul român Iosif Demian (n. 1941) a afirmat în mai multe ocazii că vizionarea filmului Insula i-a stârnit pasiunea pentru cinematografie. Într-o după-amiază de noiembrie a anului 1962, pe când mergea singur pe o stradă din Oradea, tânărul Demian s-a oprit în fața unei clădiri vechi care avea amenajată la subsol o sală de cinema, unde rula filmul Insula. Nimeni nu venise în acea săptămână să vadă filmul, așa că Demian, fiind curios să afle care este subiectul filmului, a cumpărat toate cele șase bilete necesare pentru începerea proiecției. Acest film l-a impresionat atât de tare, încât, după terminarea proiecției, a rămas în continuare câteva minute pe scaun. După vizionarea filmului Insula, Iosif Demian a început să frecventeze regulat cinematografele și a înțeles că filmele îl interesează „mai mult decât orice altceva”.

## Proiectele ulterioare ale lui Kaneto Shindō
Cineastul a prezentat o variantă a luptei pentru supraviețuire în condiții vitrege în unul din următoarele sale filme, Onibaba (1964), a cărui acțiune are loc în timpul unui război civil din secolul al XIV-lea. Personajele principale sunt două femei care omoară soldați muribunzi pentru a le vinde armurile în schimbul alimentelor. Filmele ulterioare ale lui Shindō, precum Lost Sex (1966), Libido (1967) și Nineteen-Year-Old Misfit (1970), sunt adresate unui public mai larg și conțin o doză sporită de vulgaritate. Un film mai interesant este Heat Wave Island (1969), care prezintă modul în care modificat destinul unei familii de fermieri săraci de pe o insulă din Marea Interioară Seto după mutarea lor la oraș pentru a căuta de lucru.